# Comuna Duplek
Duplek (Občina Duplek) este o comună din Slovenia, cu o populație de 5.938 de locuitori (2002).

## Localități
Ciglence, Dvorjane, Jablance, Spodnja Korena, Spodnji Duplek, Vurberk, Zgornja Korena, Zgornji Duplek, Zimica, Žikarce.